# 34800 Evanmeade
34800 Evanmeade è un asteroide della fascia principale. Scoperto nel 2001, presenta un'orbita caratterizzata da un semiasse maggiore pari a 2,3934793 au e da un'eccentricità di 0,1613113, inclinata di 8,92912° rispetto all'eclittica.